# Segretario di Stato per i trasporti
Il Segretario di Stato per i trasporti (in inglese: Secretary of State for Transport), detto anche Segretario ai trasporti (in inglese: Transport Secretary), è un segretario di Stato nel governo del Regno Unito, con responsabilità generale delle politiche del Dipartimento per i trasporti (DfT). L'ufficio era chiamato più volte Ministro dei trasporti ed è stato unito al Dipartimento per l'ambiente. Il segretario è un membro del Gabinetto del Regno Unito, 16° nella posizione ministeriale.

## Ministro dei trasporti (1919–1941)
| Nome | Nome                 | In carica        | In carica        | Partito                    | Primo ministro                             | Primo ministro                                                |
| ---- | -------------------- | ---------------- | ---------------- | -------------------------- | ------------------------------------------ | ------------------------------------------------------------- |
|      | Eric Campbell Geddes | 19 maggio 1919   | 7 novembre 1921  | Conservatore               |                                            | David Lloyd George (Coalizione)                               |
|      | William Peel         | 7 novembre 1921  | 12 aprile 1922   | Conservatore               |                                            | David Lloyd George (Coalizione)                               |
|      | The Earl of Crawford | 12 aprile 1922   | 31 ottobre 1922  | Conservatore               |                                            | David Lloyd George (Coalizione)                               |
|      | Sir John Baird, Bt   | 31 ottobre 1922  | 22 gennaio 1924  | Conservatore               |                                            | Andrew Bonar Law                                              |
|      | Sir John Baird, Bt   | 31 ottobre 1922  | 22 gennaio 1924  | Conservatore               | Stanley Baldwin                            |                                                               |
|      | Harry Gosling        | 22 gennaio 1924  | 3 novembre 1924  | Laburista                  |                                            | Ramsay MacDonald                                              |
|      | Wilfrid Ashley       | 11 novembre 1924 | 4 giugno 1929    | Conservatore               |                                            | Stanley Baldwin                                               |
|      | Herbert Morrison     | 7 giugno 1929    | 24 agosto 1931   | Laburista                  |                                            | Ramsay MacDonald                                              |
|      | Percy Pybus          | 3 settembre 1931 | 22 febbraio 1933 | Liberale                   |                                            | Ramsay MacDonald (I Governo nazionale e 2º Governo nazionale) |
|      | Hon. Oliver Stanley  | 22 febbraio 1933 | 29 giugno 1934   | Conservatore               |                                            | Ramsay MacDonald (I Governo nazionale e 2º Governo nazionale) |
|      | Leslie Hore-Belisha  | 29 giugno 1934   | 28 maggio 1937   | Liberale Nazionale         |                                            | Ramsay MacDonald (I Governo nazionale e 2º Governo nazionale) |
|      | Leslie Hore-Belisha  | 29 giugno 1934   | 28 maggio 1937   | Liberale Nazionale         | Stanley Baldwin (III Governo nazionale)    |                                                               |
|      | Leslie Burgin        | 28 maggio 1937   | 21 aprile 1939   | Partito Liberale Nazionale |                                            | Neville Chamberlain (IV Governo nazionale)                    |
|      | Euan Wallace         | 21 aprile 1939   | 14 maggio 1940   | Conservatore               | Neville Chamberlain (Coalizione di guerra) |                                                               |
|      | John Reith           | 14 maggio 1940   | 3 ottobre 1940   | Nazionale Indipendente     |                                            | Winston Churchill (Coalizione di guerra)                      |
|      | John Moore-Brabazon  | 3 ottobre 1940   | 1º maggio 1941   | Conservatore               |                                            | Winston Churchill (Coalizione di guerra)                      |

## Ministro dei trasporti di guerra e dell'aviazione civile (1941–1953)
Il Ministero dei trasporti fu assorbito dal Dipartimento della marina e fu ribattezzato Ministero dei trasporti di guerra nel 1941, ma riprese il suo vecchio nome alla fine della guerra.
| Ministro dei trasporti | Ministro dei trasporti                                | Ministro dell'aviazione civile | In carica       | In carica       | Partito                    | Primo ministro | Primo ministro                           |
| ---------------------- | ----------------------------------------------------- | ------------------------------ | --------------- | --------------- | -------------------------- | -------------- | ---------------------------------------- |
|                        | Frederick Leathers (Ministro dei trasporti di guerra) | —                              | 1º maggio 1941  | 8 ottobre 1944  | Conservatore               |                | Winston Churchill (Coalizione di guerra) |
| Philip Cunliffe-Lister | Frederick Leathers (Ministro dei trasporti di guerra) | 8 ottobre 1944                 | 26 luglio 1945  | Conservatore    |                            |                | Winston Churchill (Coalizione di guerra) |
|                        | Alfred Barnes                                         | Reginald Fletcher              | 3-4 agosto 1945 | 4 ottobre 1946  | Laburista                  |                | Clement Attlee                           |
| Harry Nathan           | Alfred Barnes                                         | 4 ottobre 1946                 | 31 maggio 1948  | Laburista       |                            |                | Clement Attlee                           |
| Francis Pakenham       | Alfred Barnes                                         | 31 maggio 1948                 | 1º giugno 1951  | Laburista       |                            |                | Clement Attlee                           |
| David Rees-Williams    | Alfred Barnes                                         | 1º giugno 1951                 | 26 ottobre 1951 | Laburista       |                            |                | Clement Attlee                           |
|                        | Hon. John Maclay                                      | Hon. John Maclay               | 31 ottobre 1951 | 7 maggio 1952   | Partito Liberale Nazionale |                | Sir Winston Churchill                    |
|                        | Alan Lennox-Boyd                                      | Alan Lennox-Boyd               | 7 maggio 1952   | 1º ottobre 1953 | Conservatore               |                | Sir Winston Churchill                    |

## Ministro dei trasporti e dell'aviazione civile (1953–1959)
| Nome | Nome                | In carica        | In carica        | Partito      | Primo ministro   | Primo ministro        |
| ---- | ------------------- | ---------------- | ---------------- | ------------ | ---------------- | --------------------- |
|      | Alan Lennox-Boyd    | 1º ottobre 1953  | 28 luglio 1954   | Conservatore |                  | Sir Winston Churchill |
|      | John Boyd-Carpenter | 28 luglio 1954   | 20 dicembre 1955 | Conservatore |                  | Sir Winston Churchill |
|      | Harold Watkinson    | 20 dicembre 1955 | 14 ottobre 1959  | Conservatore |                  | Sir Anthony Eden      |
|      | Harold Watkinson    | 20 dicembre 1955 | 14 ottobre 1959  | Conservatore | Harold Macmillan |                       |

## Ministro dei trasporti (1959–1970)
Il ministero fu ribattezzato Ministero dei Trasporti il 14 ottobre 1959.
| Nome | Nome           | In carica        | In carica        | Partito      | Primo ministro        | Primo ministro   |
| ---- | -------------- | ---------------- | ---------------- | ------------ | --------------------- | ---------------- |
|      | Ernest Marples | 14 ottobre 1959  | 16 ottobre 1964  | Conservatore |                       | Harold Macmillan |
|      | Ernest Marples | 14 ottobre 1959  | 16 ottobre 1964  | Conservatore | Sir Alec Douglas-Home |                  |
|      | Thomas Fraser  | 16 ottobre 1964  | 23 dicembre 1965 | Laburista    |                       | Harold Wilson    |
|      | Barbara Castle | 23 dicembre 1965 | 6 aprile 1968    | Laburista    |                       | Harold Wilson    |
|      | Richard Marsh  | 6 aprile 1968    | 6 ottobre 1969   | Laburista    |                       | Harold Wilson    |
|      | Fred Mulley    | 6 ottobre 1969   | 19 giugno 1970   | Laburista    |                       | Harold Wilson    |
|      | John Peyton    | 23 giugno 1970   | 15 ottobre 1970  | Conservatore |                       | Edward Heath     |

## Ministro all'interno del Ministero dell'Ambiente (1970–1976)
La responsabilità in materia di trasporti è stata inclusa nel Dipartimento dell'Ambiente, guidato dal Segretario di Stato per l'ambiente dal 15 ottobre 1970 al 10 settembre 1976.
| Nome | Nome             | In carica       | In carica       | Partito      | Primo ministro | Primo ministro |
| ---- | ---------------- | --------------- | --------------- | ------------ | -------------- | -------------- |
|      | Peter Walker     | 15 ottobre 1970 | 5 novembre 1972 | Conservatore |                | Edward Heath   |
|      | Geoffrey Rippon  | 5 novembre 1972 | 4 marzo 1974    | Conservatore |                | Edward Heath   |
|      | Anthony Crosland | 5 marzo 1974    | 8 aprile 1976   | Laburista    |                | Harold Wilson  |

Ministro subordinato responsabile dei trasporti nel Ministero dell'Ambiente:

### Ministro dell'industria e dei trasporti (1970–1974)
- John Peyton (Conservateur, 15 octobre 1970 – 4 mars 1974)

### Ministro dei trasporti (1974–1976)
- Fred Mulley (Laburista, 7 marzo 1974 – 12 giugno 1975)
- John Gilbert (Laburista, 12 giugno 1975 – 10 settembre 1976)

Il dipartimento dei trasporti è stato ricreato come servizio separato da James Callaghan nel 1976.

## Segretario di Stato per i trasporti (1976–1979)
| Nome | Nome         | In carica         | In carica     | Partito   | Primo ministro | Primo ministro  |
| ---- | ------------ | ----------------- | ------------- | --------- | -------------- | --------------- |
|      | Bill Rodgers | 10 settembre 1976 | 4 maggio 1979 | Laburista |                | James Callaghan |

## Ministro dei trasporti (1979–1981)
| Nome | Nome          | In carica      | In carica      | Partito      | Primo ministro | Primo ministro    |
| ---- | ------------- | -------------- | -------------- | ------------ | -------------- | ----------------- |
|      | Norman Fowler | 11 maggio 1979 | 5 gennaio 1981 | Conservatore |                | Margaret Thatcher |

## Segretario di Stato per i trasporti (1981–1997)
| Nome | Nome                 | In carica         | In carica         | Partito      | Primo ministro | Primo ministro    |
| ---- | -------------------- | ----------------- | ----------------- | ------------ | -------------- | ----------------- |
|      | Norman Fowler        | 5 gennaio 1981    | 14 settembre 1981 | Conservatore |                | Margaret Thatcher |
|      | David Howell         | 14 settembre 1981 | 11 giugno 1983    | Conservatore |                | Margaret Thatcher |
|      | Tom King             | 11 giugno 1983    | 16 ottobre 1983   | Conservatore |                | Margaret Thatcher |
|      | Hon. Nicholas Ridley | 16 ottobre 1983   | 21 maggio 1986    | Conservatore |                | Margaret Thatcher |
|      | John Moore           | 21 maggio 1986    | 13 giugno 1987    | Conservatore |                | Margaret Thatcher |
|      | Paul Channon         | 13 giugno 1987    | 24 luglio 1989    | Conservatore |                | Margaret Thatcher |
|      | Cecil Parkinson      | 24 luglio 1989    | 28 novembre 1990  | Conservatore |                | Margaret Thatcher |
|      | Malcolm Rifkind      | 28 novembre 1990  | 10 aprile 1992    | Conservatore |                | John Major        |
|      | John MacGregor       | 10 aprile 1992    | 20 luglio 1994    | Conservatore |                | John Major        |
|      | Brian Mawhinney      | 20 luglio 1994    | 5 luglio 1995     | Conservatore |                | John Major        |
|      | Sir George Young, Bt | 5 luglio 1995     | 2 maggio 1997     | Conservatore |                | John Major        |

## Segretario di Stato per l'ambiente, i trasporti e le regioni (1997–2001)
Il Ministero dell'Ambiente, dei trasporti e delle regioni è stato creato nel 1997 per il vice primo ministro John Prescott.
| Nome | Nome          | Immagine | In carica     | In carica     | Partito   | Primo ministro | Primo ministro |
| ---- | ------------- | -------- | ------------- | ------------- | --------- | -------------- | -------------- |
|      | John Prescott |          | 2 maggio 1997 | 8 giugno 2001 | Laburista |                | Tony Blair     |

Dal 1997 al 2001, i segretari di stato responsabili dei trasporti sono i seguenti:
- Gavin Strang (3 maggio 1997 – 27 luglio 1998)
- John Reid (27 luglio 1998 – 17 maggio 1999)
- Helen Liddell (17 maggio 1999 – 29 luglio 1999)
- Lord Macdonald di Tradeston (29 luglio 1999 – 8 giugno 2001)

## Segretario di Stato per i trasporti, le amministrazioni locali e le regioni (2001–2002)
| Nome | Nome          | In carica     | In carica      | Partito   | Primo ministro | Primo ministro |
| ---- | ------------- | ------------- | -------------- | --------- | -------------- | -------------- |
|      | Stephen Byers | 8 giugno 2001 | 29 maggio 2002 | Laburista |                | Tony Blair     |

- John Spellar (8 giugno 2001 – 29 maggio 2002)

## Segretario di Stato per i trasporti (dal 2002)
| Nome                                                          | Nome                                                | Immagine         | In carica        | In carica        | Partito      | Primo ministro | Primo ministro             |
| ------------------------------------------------------------- | --------------------------------------------------- | ---------------- | ---------------- | ---------------- | ------------ | -------------- | -------------------------- |
|                                                               | Alistair Darling Deputato per Edinburgh South West  |                  | 29 maggio 2002   | 5 maggio 2006    | Laburista    |                | Tony Blair                 |
| Douglas Alexander Deputato per Paisley and Renfrewshire South |                                                     | 5 maggio 2006    | 27 giugno 2007   |                  | Laburista    |                | Tony Blair                 |
| Ruth Kelly Deputata per Bolton West                           |                                                     | 28 giugno 2007   | 3 ottobre 2008   |                  | Laburista    | Gordon Brown   |                            |
| Geoff Hoon Deputato per Ashfield                              |                                                     | 3 ottobre 2008   | 5 giugno 2009    |                  | Laburista    | Gordon Brown   |                            |
| Andrew Adonis                                                 |                                                     | 5 giugno 2009    | 11 maggio 2010   |                  | Laburista    | Gordon Brown   |                            |
|                                                               | Philip Hammond Deputato per Runnymede and Weybridge |                  | 12 maggio 2010   | 14 ottobre 2011  | Conservatore |                | David Cameron (Coalizione) |
| Justine Greening Deputata per Putney                          |                                                     | 14 ottobre 2011  | 4 settembre 2012 |                  | Conservatore |                | David Cameron (Coalizione) |
| Patrick McLoughlin Deputato per Derbyshire Dales              |                                                     | 4 settembre 2012 | 14 luglio 2016   |                  | Conservatore |                | David Cameron (Coalizione) |
| Chris Grayling Deputato per Epsom and Ewell                   |                                                     | 14 luglio 2016   | 24 luglio 2019   |                  | Conservatore | Theresa May    |                            |
| Grant Shapps Deputato per Welwyn Hatfield                     |                                                     | 24 luglio 2019   | 6 settembre 2022 |                  | Conservatore | Boris Johnson  |                            |
| Anne-Marie Trevelyan Deputata per Berwick-upon-Tweed          |                                                     | 6 settembre 2022 | 25 ottobre 2022  |                  | Conservatore | Liz Truss      |                            |
| Mark Harper Deputato per Forest of Dean                       |                                                     | 25 ottobre 2022  | 5 luglio 2024    |                  | Conservatore | Rishi Sunak    |                            |
|                                                               | Louise Haigh Deputata per Sheffield Heeley          |                  | 5 luglio 2024    | 28 novembre 2024 | Laburista    |                | Keir Starmer               |
|                                                               | Heidi Alexander Deputata per Swindon South          |                  | 29 novembre 2024 | in carica        | Laburista    |                | Keir Starmer               |